# Širje
Širje – wieś w Słowenii, w gminie Laško. W 2018 roku liczyła 40 mieszkańców.